# Xanthagaricus chrysosporus
Xanthagaricus chrysosporus är en svampart som först beskrevs av Heinem. & Little Flower, och fick sitt nu gällande namn av Little Flower, Hosag. & T.K. Abraham 1997. Xanthagaricus chrysosporus ingår i släktet Xanthagaricus och familjen Agaricaceae. Inga underarter finns listade i Catalogue of Life.